# Alice Brown
Alice Brown, född den 20 september 1960, är en amerikansk före detta friidrottare som tävlade i kortdistanslöpning.
Browns främsta merit är silvermedaljen från Olympiska sommarspelen 1984 i Los Angeles där hon slutade tvåa efter landsmannen Evelyn Ashford. Vid samma mästerskap ingick hon i det amerikanska stafettlaget på 4 x 100 meter som vann guld.
Hon deltog i det segrande amerikanska stafettlaget vid både VM 1987 i Rom och Olympiska sommarspelen 1988.

## Personliga rekord
- 100 meter - 10,92 från 1988